# Gmina Gusinje
Gmina Gusinje (czarn. Opština Gusinje / Општина Гусиње) – gmina we wschodniej Czarnogórze.
Gminę do istnienia powołano w 2014 roku po przeprowadzeniu referendum. Wcześniej jej obszar należał do gminy Plav.